# Miconia zarucchii
Miconia zarucchii är en tvåhjärtbladig växtart som beskrevs av John Julius Wurdack. Miconia zarucchii ingår i släktet Miconia och familjen Melastomataceae. Inga underarter finns listade i Catalogue of Life.